# Untogether
Untogether (Brasil: Sem Rumo ) é um filme de drama estadunidense dirigido por Emma Forrest. Sua estreia na direção é estrelada por Jamie Dornan, Ben Mendelsohn, Lola Kirke e Jemima Kirke. O filme começou a ser produzido em outubro de 2016.
Teve sua estreia mundial no Festival de Cinema de Tribeca em 23 de abril de 2018. Foi lançado em uma versão limitada e por meio de vídeo sob demanda em 8 de fevereiro de 2019 pela Freestyle Digital Media.

## Sinopse
Untogether segue o caso entre Andrea (Jemima Kirke), uma ex-adolescente prodígio viciada em heroína que está tentando ser escritora agora que está sóbria, e Nick (Dornan), um escritor que obteve sucesso com suas memórias de bravura do tempo de guerra, que vê ele regou em riqueza e mulheres. Enquanto isso, a irmã mais nova de Andrea, Tara (Lola Kirke), encontra seu relacionamento sólido com seu namorado mais velho, Martin (Mendelsohn), abalada quando se sente atraída por um rabino carismático, David (Crystal), com uma diferença de idade ainda maior.

## Elenco
- Jemima Kirke como Andrea Moore
- Lola Kirke como Tara Moore
- Jamie Dornan como Nick
- Ben Mendelsohn como Martin
- Billy Crystal como David
- Camila Cabello como Ella
- Alice Eve como Irene
- Jennifer Grey como Josie
- Scott Caan como Ellis

## Produção
A roteirista Emma Forrest faz sua estreia na direção neste filme, para o qual também escreveu o roteiro; seu ex-marido Ben Mendelsohn também estrela. Jemima Kirke e Lola Kirke, irmãs da vida real, também têm sua primeira colaboração no filme, que começou a ser produzido em 17 de outubro de 2016. Em novembro de 2016, Billy Crystal e Jennifer Gray se juntaram ao elenco.

## Lançamento
O filme teve sua estreia mundial no Festival de Cinema de Tribeca em 23 de abril de 2018. Pouco depois, a Freestyle Digital Media adquiriu os direitos de distribuição do filme, e o definiu para um lançamento em 8 de fevereiro de 2019.